# Ducato di Syrmia
Il Ducato di Syrmia (in serbo: Радослав Челник), detto anche Voivodato di Syrmia, Domini di Radoslav Čelnik o Ducato di Srem, era uno stato vassallo dell'Impero ottomano, nell'area dell'attuale Serbia, poi passato entro i confini dei territori degli Asburgo.

## Storia

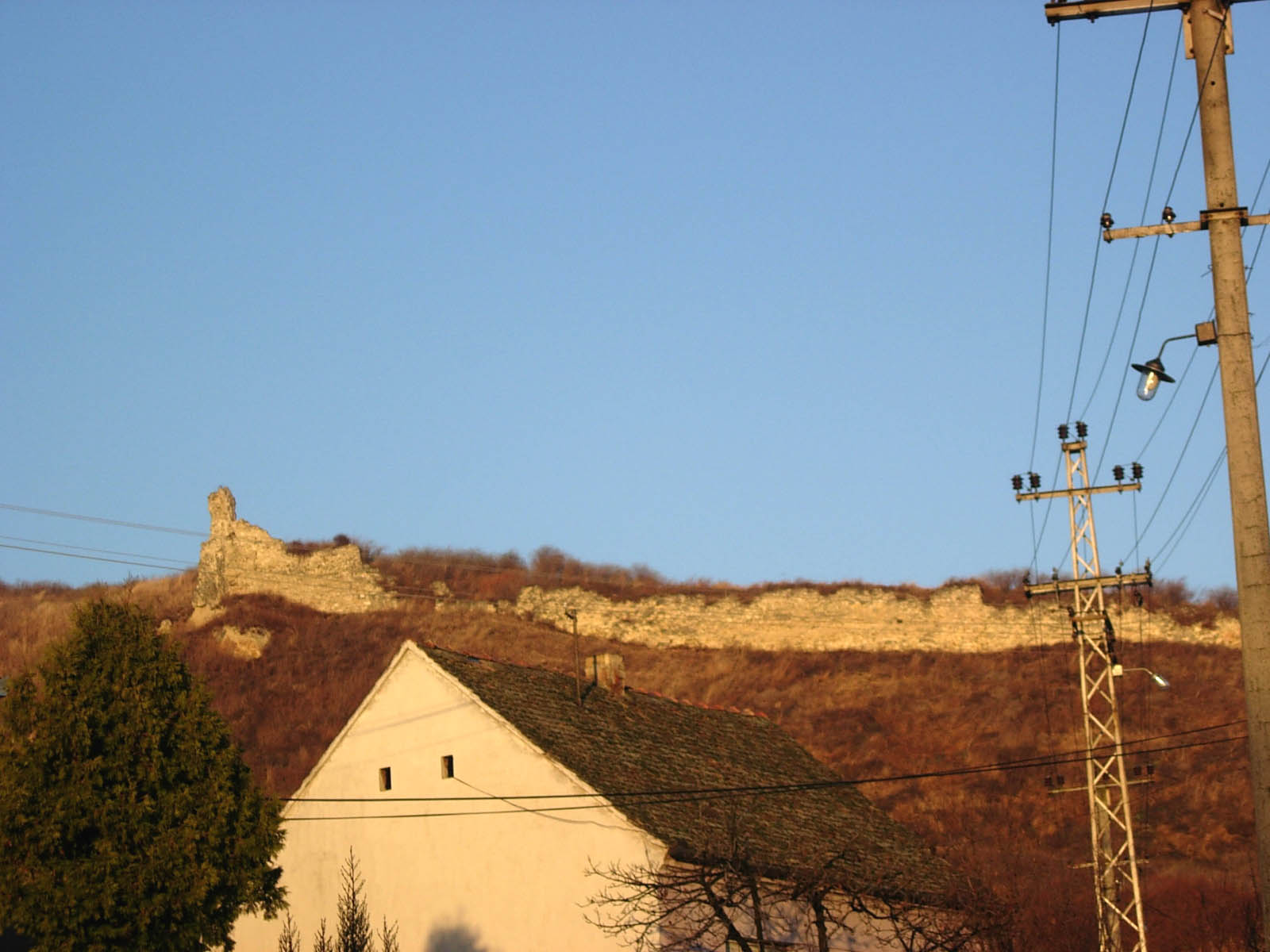
I resti della fortezza medievale di Slankamen

Il ducato di Syrmia venne a formarsi grazie all'intraprendenza di un personaggio chiave della storia serba del XVI secolo: Radoslav Čelnik. Questi era un comandante generale dell'esercito dell'imperatore Jovan Nenad. Nel 1527, quando Nenad venne ucciso ed il suo esercito si trovò disperso, Radoslav Čelnik, assieme a gran parte dell'ex esercito imperiale, si spostò da Bačka a Srem e si pose al servizio dell'Impero ottomano. Čelnik ebbe quindi il permesso di governare Srem come vassallo ottomano e si autoproclamò duca di Srem, ponendo però la propria residenza a Slankamen.
Pur essendo un vassallo ottomano, Radoslav Čelnik mantenne anche delle relazioni segrete con gli Asburgo. Quando le armate ottomane si trovarono ad attraversare i territori del suo ducato, egli temendo ritorsioni da parte degli ottomani presso i quali si sentiva in difetto e sospettato, decise di schierarsi dalla parte degli Asburgo. A quel punto gli ottomani tornarono nei territori convinti di conquistare i territori al loro traditore, ma anche Radoslav Čelnik fece ritorno a Srem, per poi venire costretto a spostare la propria residenza da Slankamen a Nebojc, presso il fiume Vuka e non lontano da Vukovar. Nel 1530 egli firmò un accordo con gli Asburgo e si spostò da Srem direttamente nei territori austriaci, concludendo pubblicamente la sua alleanza con gli ottomani e ponendosi definitivamente al servizio degli Asburgo. In cambio il suo territorio venne annesso pacificamente ai domini asburgici dell'area balcanica.